# Cantonul Réchicourt-le-Château
Cantonul Réchicourt-le-Château este un canton din arondismentul Sarrebourg, departamentul Moselle, regiunea Lorena, Franța.

## Comune
| Comune                | Populație (1999) | Cod poștal | Cod INSEE |
| --------------------- | ---------------- | ---------- | --------- |
| Assenoncourt          | 131              | 57260      | 57035     |
| Avricourt             | 708              | 57810      | 57042     |
| Azoudange             | 117              | 57810      | 57044     |
| Foulcrey              | 192              | 57830      | 57229     |
| Fribourg              | 168              | 57810      | 57241     |
| Gondrexange           | 481              | 57815      | 57253     |
| Guermange             | 93               | 57260      | 57272     |
| Hertzing              | 187              | 57830      | 57320     |
| Ibigny                | 99               | 57830      | 57342     |
| Languimberg           | 181              | 57810      | 57383     |
| Moussey               | 656              | 57770      | 57488     |
| Réchicourt-le-Château | 600              | 57810      | 57564     |
| Richeval              | 137              | 57830      | 57583     |
| Saint-Georges         | 210              | 57830      | 57611     |